# 我記得 (2022年電影)
是一部2022年上映的韓國劇情片，由電影《檢察官外傳》導演李一炯執導，李聖旻、南柱赫主演。影片講述80多歲患有阿爾茨海默症的老人弼株（李聖旻飾）尋找在朝鮮日治時期殺害所有家人的親日派並進行計畫了60多年的復仇，和無意捲入他復仇中的20多歲至親仁奎（南柱赫飾）的故事，2022年10月26日在韓國上映。

## 劇情概要
80多歲的弼株是一個阿爾茨海默症患者，並且腦腫瘤已經到了末期，在朝鮮日治時期他因為親日派而失去了所有的家人，在妻子去世後，他便開始實施計畫了60多年的復仇計劃。20多歲的仁奎是他在兼職的家庭餐廳中認識的“至親”，他拜託仁奎幫忙當一個星期的司機。
不問緣由跟著弼株的仁奎，出現在第一次復仇現場的監控錄像中，因此他被指認為有力嫌疑人。警方逐漸縮小搜查網，而弼株與逐漸消失的記憶鬥爭著，他的復仇必須繼續⋯⋯

## 演員陣容

### 主要角色
- 李聖旻 飾演 韓弼株，餐厅员工，前关东军士官长
- 南柱赫 飾演 朴仁奎，餐厅员工，韩弼株的同事

### 其他角色
- 朴根瀅 飾演 金治惪，預備役四星上將，6.25戰爭當時任野戰軍司令官。
- 鄭滿植 飾演 姜亨植，廣域搜查隊的警察。
- 尹帝文 飾演 金武真，大韓工業社長。
- 宋永彰 飾演 鄭㓦振，聖信集團會長。
- 文昌吉（朝鲜语：문창길） 飾演 陽省益，大學教授。
- 朴炳浩（朝鲜语：박병호 (배우)） 飾演 東條尚志，前日本憲兵隊隊長。
- 崔閔喆（朝鲜语：최민철） 飾演 金中士
- 南文哲（朝鲜语：남문철） 飾演 高成元，廣域搜查隊組長。
- 梁玄敏（朝鲜语：양현민） 飾演 崔鎮萬
- 朴世賢 飾演 韓玉善
- 朴書妍（朝鲜语：박서연） 飾演 金世靜，金治惪的孫女。
- 金育浩（朝鲜语：김율호） 飾演 武真的秘書
- 鄭順元 飾演 無賴客人
- 河道權 飾演 金治惪的警衛隊長

### 特別出演
- 金洪發 飾演 徐院長

## 製作
此片翻拍自阿托姆·埃戈揚執導的加拿大、德國合拍電影，讲述一位患有老人癡呆症的納粹大屠殺幸存者试图寻找并猎杀一位納粹德國战犯的故事。
此片早在2020年就完成拍攝，但受韓國當地COVID-19疫情影響，延期至2022年才上映。

### 主體拍攝
主体拍摄於2020年2月第一週開始，6月殺青。

## 票房
2022年10月26日上映首日觀影人數達到47,431人次，奪得單日票房第一。截至11月9日《黑豹2：瓦干達萬歲》在韓國正式上映，一直維持單日票房第二，累計觀影人次突破38萬。

## 同期上映作品
- 《自白》
- 《黑亞當》
- 《人生真美麗》
- 《媽的多重宇宙》
- 《黑豹2：瓦干達萬歲》

## 外部鏈接
- NAVER上《我記得》的資料
- Daum上《我記得》的資料

- 韩国电影数据库（KMDb）上的資料
- 互联网电影数据库（IMDb）上《我記得》的资料（英文）